# Раевский, Михаил Фёдорович
Михаил Фёдорович Раевский (18 [30] июля 1811, Арзамас, Нижегородская губерния — 2 [14] мая 1884, Вена) — священнослужитель Русской православной церкви, настоятель ряда церквей при российских посольствах, общественный деятель славянофильского направления, панславист, почётный член Славянского благотворительного общества.

## Биография
Родился 18 (30) июля 1811 года в Арзамасе Нижегородской губернии, где его отец был священником; младший брат Н. Ф. Раевского.
В 1829 году окончил Нижегородскую духовную семинарию, а в 1833 году Санкт-Петербургскую духовную академию. В октябре 1833 года получил степень кандидата богословских наук.
29 марта 1834 года назначен священником Преображенской церкви при русском посольстве в Стокгольме. Во время пребывания в Швеции изучал скандинавскую археологию и легенды. Внимательно изучал работы Измаила Ивановича Срезневского и Михаила Петровича Погодина, выписываемые из России.
В 1840—1841 годах Михаил Фёдорович Раевский жил в городе Лондоне.
Летом 1842 году был назначен священником русской посольской церкви в Вене. В 1873 году Вену, для осмотра Всемирной выставки посетил император Александр II, у которого Раевский получил разрешение для сбора пожертвований на строительство будущего Никольского собора.
С 13 декабря 1857 года являлся действительным членом Русского географического общества, также — членом Копенгагенского общества северных антиквариев и многих славянских обществ.
С сочувствием относясь к национальным движениям славянских народов Австрийской монархии, с середины 1840-х годов стал активным посредником в связях между русскими славистами и славянскими учеными Австрии. Его услугами для пересылки книг и писем русским ученым пользовались чехи В. Ганка, К. Я. Эрбен, А. Вртятко, А. Патера; словаки П.Шафарик, Л. Штур; словенцы Ф. Миклошич, М. Маяр; хорваты Людовит Гай, И. Кукульевич-Сакцинский, Ф. Рачки; сербы В. Караджич, Александар Сандич и др.
Раевский помогал не только отдельным ученым, но и содействовал установлению контактов между русскими научными учреждениями (университетами, библиотеками, различными историческими и филологическими обществами) с одной стороны, и научными центрами славян, народов Австрии — Матицами, Чешским музеем, Югославянской академией в Загребе — с другой.
Русские слависты, приезжавшие в австрийские земли, получали советы относительно библиотек и архивов, рекомендации к политическим и культурным деятелям славянских народов Габсбургской монархии. Среди них можно назвать практически всех выдающихся славистов 1840—1880-х годов.
Многое сделал Раевский для создания Славянского отдела Всероссийской этнографической выставки и Славянского съезда в Москве 1867 года, оказавшей положительное влияние на развитие славянской этнографии, фольклористики и т. д. Он не только собирал для неё экспонаты из всех славян, земель, но и способствовал приезду на выставку славянских учёных. Указом от 8 апреля 1873 года он был награждён орденом Св. Анны 1-й степени.
Скоропостижно умер в Вене 2 (14) мая 1884 года. Тело его было перевезено в Петербург и погребено на Смоленском кладбище.

## Литературная деятельность
Раевский был членом Копенгагенского Общества северных антиквариев и многих славянских Обществ. Он автор следующих публикаций:
- Упсальский университет // «Журнал министерства народного просвещения». — 1845. — Ч. XLV;
- О народных элементарных школах в Швеции // «Журнал министерства народного просвещения». — 1845. — Ч. XLVII;
- Социальные школы в Швеции // «Журнал министерства народного просвещения». — 1846. — Ч. LI;
- Le grand canon de St. André de Crête. — Вена, 1849;
- Краткий очерк истории Герцеговины // «Журнал министерства народного просвещения». — 1850. — № 7-8);
- Описание Герцеговины. — Вена, 1850.;
- Le vêpres de la Pentecôte. — Paris, 1852;
- Ritus der orthodox Katholischen Kirche bei der Krönung derKaiser aller Russen — Вена, 1856;
- Gebetbuch zum Gebrauch der orthodoxen Christen. — Вена, 1861;
- Liturgische Bücher der orthodox — Katholischen Kirche (3 тома). — Вена, 1861;
- О национальном и религиозном движении русского народа в Галиции // «Христианское чтение». — 1862. — Кн. 7;
- Слово к славянам в день празднования тысячелетия пришествию св. Кирилла и Мефодия в землю славянскую» // «Православное обозрение». — 1863. — Кн. 5; перепечатано в «Киевских епархиальных ведомостях» (1863. — № 12);
- Избрание Литвиновича митрополитом Галицким // «Духовная беседа». — 1864. — № 23; перепечатано в «Северной пчеле» (1846. — № 144);
- Приветствие М. П. Погодину // «Пятидесятилетие гражданской и ученой службы М. П. Погодина». — М., 1872. — С. 90—91;
- Из Вены: новейшие сведения о церковном движении у галицких униатов // «Духовная беседа». — 1864. — № 20; «Северная пчела» 1864. — № 121;
- Окружное послание галицийского (униатского) митрополита // «Духовная беседа». — 1864. — № 42.

После смерти М. Ф. Раевского напечатаны:
- «Письма к О. М. Бодянскому» («Афиши и объявления». — 1884. — № 407, 409, 411—413). Отдельный оттиск: Протоиерей, Михаил Раевский (В своих письмах к О. М. Бодянскому). — М.: тип. М. П. Щепкина, ценз. 1884. — 54 с.
- Письма к кн. П. А. Вяземскому // «Щукинский сборник». Т. VI
- Письма к А. С. Норову // «Русский архив». — 1895. — Кн. 11. — С. 354—366.

Часть библиотеки М. Ф. Раевского, по его духовному завещанию его, поступила в Московскую духовную академию.

## Семья
- Отец — Фёдор Герасимович Раевский, священник
- Мать — Евдокия Раевская (в девичестве Соколова[6])
- Брат — Николай Раевский (1804—1857), протоиерей, российский богослов и педагог.
- Жена — Анна Фёдоровна Раевская (в девичестве Песоцкая; 6.12.1817, Санкт-Петербург — ?).
  - Сын — Николай (1847 — 8.10.1848, Вена), похоронен протоиереем Ф. С. Песоцким на Смоленском кладбище в Санкт-Петербурге.
  - Дочь — Людмила Михайловна Шестакова (26.12.1853, Вена — ?), выросла в Вене, получив домашнее воспитание; говорила на четырёх иностранных языках, знала литературу и музыку, обладала прекрасным голосом (меццо-сопрано), стала действительным членом Филармонического общества в Вене. Позднее два сезона пела в театре Ла Скала в Милане. Её талант отмечали Чайковский, Лист и А. Рубинштейн. Вышла замуж за офицера Илью Шестакова и переехала с мужем в Санкт-Петербург, где преподавала пение в консерватории. Имели четверых детей: Анну, Ивана, Екатерину и Любовь. До 1912 года И. И. Шестаков служил в Артиллерийском управлении и в других учреждениях, а в чине генерал-майора был назначен генерал-губернатором Вильно. По болезни перевелся в Петербург, где стал директором военного завода «Арсенал». В 1914 году скончался от диабета[7].
  - Дочь — Антонина Михайловна Раевская (4.2.1855, Вена — ?)